# Claudine de Brosse
Claudine de Brosse (1450–1513) se v roce 1485 provdala za Filipa II. Savojského a stala se savojskou vévodkyní.
Narodila se jako dcera Jeana II. de Brosse a Nicole de Châtillon. S Filipem měla několik dětíː
1. Karel III. Savojský
2. Ludvík Savojský
3. Filip z Nemours
4. Assolone
5. Giovanni Amedeo Savojský
6. Filiberta Savojská